# Шошоне (Айдахо)
Шошоне (англ. Shoshone) — самый крупный город в округе Линкольн, штат Айдахо. Население по переписи 2010 года составляет 1461 человек. Город является административным центром округа.
Река Литл-Вуд протекает через город. Большая часть земель вокруг Шошоне представляет собой лавовую породу, что затрудняет строительство и ограничивает количество полезных сельскохозяйственных угодий.

## История
Своё название город получил по одноимённому племени шошонов, населявших здешние места. Город был основан в 1882 году во время строительства Орегонской короткой железной дороги. Шошоне долгое время считался главной железнодорожной станцией в южно-центральном районе Мейджик-Валли штата Айдахо. В гораздо более крупном поселении Туин-Фолс, расположенном в 42 км к югу, не было железной дороги из-за проблем с логистикой, связанных с его расположением к югу от каньона реки Снейк.
В течение многих лет Шошоне был единственной остановкой «Amtrak» на юге центральной части Айдахо.
«Union Pacific Railroad» открыл курорт Сан-Валли в 1936 году (владел им до 1964 года), и его ранее существовавшая ветка в Кетчум соединялась здесь. Ветка сначала шла на северо-восток, следуя за появившейся позже трассой US 93, к Ричфилду и Тикуре, затем поворачивала на северо-запад к Пикабо и далее к Белвью, Хейли и Кетчуму, так что расстояние было больше, чем сегодняшний более прямой 90-километровый путь на север по Шоссе 75.
Примерно в 25 км к северу от Шошоне находятся Ледяные пещеры Шошонов. Пещеры представляют собой лавовые туннели, которые остаются достаточно прохладными, чтобы лед внутри них оставался замороженным в течение всего лета. До появления холодильников эта особенность, в сочетании с железной дорогой, сделали Шошоне популярными среди путешественников как «единственное место на сотни миль, где можно было выпить холодного пива».

## Экономика
В Шошоне действует один бар, есть одно кафе, кинотеатр и продуктовый магазин, что достаточное нехарактерно для такого маленького городка. Несмотря на ограниченное количество рабочих мест в розничной торговле, Шошоне имеет рабочие места в сельском хозяйстве и производстве молочных продуктов. Шошоне имеет отделение Бюро землеустройства. В городе также есть небольшая поликлиника и школа К-12. Город Шошоне в последнее десятилетие стал спальным районом для рабочих соседнего округа Блейн из-за значительной разницы в стоимости жизни. Курортные города Кетчум и Мейджик-Валли находятся примерно в часе езды к северу по Highway 75. Это явление, связанное с ежедневными поездками на работу, способствовало приросту населения шошонского района. В Шошоне также есть несколько исторических зданий.

## Климат
Для Шошоне характерен холодный семиаридный климат (по классификации Кёппена) с холодной, сухой зимой и тёплым, чуть более влажным, летом.
| Показатель                                            | Янв. | Фев. | Март | Апр. | Май  | Июнь | Июль | Авг. | Сен. | Окт. | Нояб. | Дек. | Год   |
| ----------------------------------------------------- | ---- | ---- | ---- | ---- | ---- | ---- | ---- | ---- | ---- | ---- | ----- | ---- | ----- |
| Средний суточный максимум, °C                         | 0,7  | 3,8  | 10,0 | 16,6 | 22,0 | 27,3 | 33,0 | 31,8 | 25,7 | 18,1 | 8,3   | 1,9  | 16,6  |
| Средний суточный минимум, °C                          | −9,1 | −6,9 | −3,3 | −0,4 | 4,6  | 8,7  | 13,0 | 11,8 | 6,6  | 1,4  | −3,5  | −7,6 | 1,3   |
| Норма осадков, мм                                     | 36   | 28   | 25   | 21   | 24   | 17   | 5,3  | 7,4  | 12   | 19   | 30    | 33   | 257,7 |
| Источник: Western Regional Climate Center (1908–2016) |      |      |      |      |      |      |      |      |      |      |       |      |       |

## Демография
По данным переписи 2010 года в городе проживало 1461 человек, в составе 542 домашних хозяйств и 349 семей. Плотность населения составляла 494,8 человека на км². Было 647 единиц жилья со средней плотностью 219,1 человек на км².
Насчитывалось 542 домохозяйства, из которых в 38,4 % проживали дети в возрасте до 18 лет; 48,3 % составляли совместно проживающие супружеские пары; в 10,0 % проживала женщина без мужа; в 6,1 % — мужчина без жены; и 35,6 % не были членами семьи. 30,3 % всех домохозяйств состоят из отдельных лиц, а в 13,8 % проживают одинокие люди в возрасте 65 лет и старше. Средний размер домохозяйства составлял 2,63 человека, а средний размер семьи — 3,29 человека. Средний возраст в городе 33 года. 29,4 % жителей были моложе 18 лет; 8,3 % были в возрасте от 18 до 24 лет; 24,6 % были в возрасте от 25 до 44 лет; 22,2 % были в возрасте от 45 до 64 лет; и 15,7 % были в возрасте 65 лет и старше. Гендерный состав города был 48,5 % мужчин и 51,5 % женщин.
Расовый состав
- Белые — 81 %
- Афроамериканцы — 0,1 %
- Коренные американцы — 0,8 %
- Азиаты — 0,7 %
- Латиноамериканцы — 2,6 %
- Две и более расы — 2,8 %
- Прочие расы — 14,5 %

## Автомагистрали
Четыре дороги федерального значения: US 26, US 93, SH-24, SH-75, сходятся в Шошоне, который является южной конечной остановкой трассы SH 75. Движение между Мейджик-Валли и Санни-Валли проходит через Шошон,е в нём многие водители и туристы делают остановку.